# Hypena elongatus
Hypena elongatus là một loài bướm đêm trong họ Erebidae.